# غاي هاتشي
غاي هاتشي (بالفرنسية: Guy Hatchi)‏ (مواليد 18 مارس 1934 - 7 يوليو 2017) لاعب كرة قدم فرنسي معتزل . ساهم في تتويج نادي سيدان ببطولة كأس فرنسا موسم 1960-1961 ثم ساهم في احتلال نادي ليون المركز الثاني لنفس البطولة في موسم 1962-1963 .

## روابط خارجية
- غاي هاتشي على موقع قاعدة بيانات كرة القدم.إي يو (الإنجليزية)